# Brachyotum cernuum
Brachyotum cernuum är en tvåhjärtbladig växtart som först beskrevs av Aimé Bonpland, och fick sitt nu gällande namn av José Jéronimo Triana. Brachyotum cernuum ingår i släktet Brachyotum och familjen Melastomataceae. Inga underarter finns listade i Catalogue of Life.